# White Horse (pesem)
»White Horse« je pesem, ki sta jo napisali Liz Rose in ameriška country pevka Taylor Swift. Je tudi drugi glasbeni singl iz njenega drugega glasbenega albuma Fearless. Je sedmi uradni singl, ki ga je izdala v svoji karieri. Pesem so izvedli tudi v prvi epizodi pete sezone televizijske serije Talenti v belem, epizodi »Dream a Little Dream of Me«.
Videospot za pesem »White Horse« je postal prvi videospot, ki je pristal na prvem mestu CMT-jeve lestvice Top Twenty Countdown. Pesem je prejela dve nagradi Grammy in sicer v kategoriji za »najboljšo country pesem« in za »najboljši ženski vokalni nastop«.

## Kompozicija
Pesem ima srednje hiter tempo, v ozadju pa se večinoma sliši klavir. Napisana je v lestvici C-dur. Ženska ustvarjalka v besedilu pesmi govori o zavrnitvi v razmerju. Za opis uporabi pravljično sliko in v prenesenem pomenu je svojega bivšega fanta opisala kot princa na belem konju in na koncu z besedami »Nisem princesa, to ni pravljica« (»I'm not a princess, this ain't a fairy tale«) spozna, da razmerje ni to, kar je mislila, da je. »V pesmi 'White Horse' vse, kar imaš, vložiš v razmerje in nato dobiš zlomljeno srce,« je Taylor Swift povedala The Boot. »Več ljudi se je sposobnih povezati s to pesmijo; pesem sem napisala po tem, ko sem prišla čez zares težavno izkušnjo.«
Taylor Swift je dejala tudi: »Pesem 'White Horse' po mojem mnenju govori o, z mojega vidika, razhodu, ki mi je najbolj zlomilo srce - v tistem momentu spoznaš, da vse sanje, ki si jih ime, vse vizije, ki sta jih s to osebo ustvarjala, vse izgine. Vse se v tistem trenutku premakne ... Ampak na začetku pomisliš 'Uau, konec je!' in to je tisto, o čemur sem pisala v pesmi 'White Horse'.«

## Zgodovina
Po podatkih revije Country Weekly je Taylor Swift pesmijo napisala med tedni, ko je pisala pesem »Love Story«. Taylor Swift je dejala, da jo fant iz prejšnje pesmi »spominja na mnogo pravljic in sanjske prince.« Po tem, ko je napisala del prvega verza, je poklicala svojo prijateljico in so-tekstopisko Liz Rose, da bi ji pomagala napisati pesem. Taylor Swift in Liz Rose sta pesem »White Horse« napisali v roku petinštiridesetih minut.

## Kritike
Pesem je prejela pozitivne ocene s strani glasbenih kritikov. Billboardov kritik Deborah Evans Price je napisal: »Drugi singl iz najbolje prodajanega CD-ja je lepa, razumevajoča balada, ki prikazuje njeno veščost v pisanju besedil in sijanju v soju žarometov, katere zaščitni znak je njen glas.« Karlie Justus iz The 9513 je pesem dodelila pozitivne ocene ter napisala, da Taylor Swift »koraka za pravljično kraljico OMGeneration. Pesem pobije vse njene prejšnje single s srečnim koncem, skupno sklicevanje srečnih razmerji, princes in pravljičnih romanc ... Kljub temu, da se je Taylor Swift s temami zavrnitev in izgub ukvarjala že prej, rezultati še nikoli prej niso bili tako odrasli in realistični.« Country Universe je pesmi dodelila oceno -5, novinar Kevin J. Coyne pa je dejal: »Taylor Swift je učinkovito uporabila standrdno sliko princa na belem konju, vendar pravljica ne postane resnična in zaradi tega pesem postane nekoliko bolj country in veliko bolj ustrezna od pesmi 'Love Story'. Omeniti je treba, da je to najboljša pesem Taylor Swift, tudi njeni vokali pa pesmi enkratno ustrezajo.«
Pesem »White Horse« je prejela dve nagradi Grammy v kategoriji za »najboljšo country pesem« in za »najboljši ženski country vokalni nastop«.

## Dosežki na lestvicah
Pesem »White Horse« je postal tretji singl Taylor Swift, ki ni pristal na vrhu nobene lestvice in nazadnje pristal na tretjem mestu lestvice (druga dva singla je »Teardrops on My Guitar«, ki je na lestvici dosegel drugo mesto in »Picture to Burn«, ki je pristal na tretjem mestu). Pesem je dosegla tudi drugo mesto na Billboardovi lestvici Hot Country Songs ob koncu tedna 11. aprila 2009 in dosegel trinajsto mesto na Billboardovi lestvici Hot 100, s čimer je pesem postala drugi singl, ki je pristal med prvimi dvajsetimi pesmimi in peti singl med prvimi dvajsetimi pesmimi z njenega albuma. Uradno je izšel kot tretji singl z albuma Taylor Swift na Novi Zelandiji. Singl je prejel platinasto certifikacijo s strani organizacije RIAA za 1 milijon prodanih kopij.

## Videospot
To je njen zadnji videospot do danes, ki ga je režiral Trey Fanjoy. Videospot se začne s Taylor Swift, ki se naslanja na steni in joče. V ozadju jo njen fant (zaigral ga je Stephen Colletti, ki je zaslovela s serijama, kot sta Laguna Beach in One Tree Hill) pokliče, saj si prizadeva, da bi dobil drugo priložnost, vendar se na to ne odziva. Videospot nato prikaže vesel najstniški par v razmerju.

 Kasneje Taylor Swift pove prijateljici (ki jo je zaigrala Teah Spears), kako čudovit je ta fant in da je on najboljša stvar, ki se ji je zgodila. Njena prijateljica se z njenim navdušenjem ne strinja, kar razloži z besedami: »Nekaj je, kar bi morala vedeti o njem.« Razloži, da je mladenič že več let v razmerju. Nato se Taylor Swift sprehodi do njegove hiše, kjer vidi njegovo dekle; ko odhaja, za njo prihiti njen fant, ki vse skupaj poskuša razložiti in se ji opravičiti. Na koncu jo fant prosi za novo priložnost. Pokaže se scena, v kateri svojo drugo dekle zapusti. Po kratki montaži njunega razmerja, Taylor Swift prizna, da fanta še vedno ljubi, vendar zavrne njegovo prošnjo; po kratkem druženju, preden lahko kaj pove, se Taylor Swift nekontrolirano zlomi.

## Dosežki in procesija

### Dosežki
| Chart (2008-2009)                        | Peak position |
| ---------------------------------------- | ------------- |
| U.S. Billboard Hot Country Songs         | 2             |
| U.S. Billboard Hot 100                   | 13            |
| U.S. Billboard Pop 100                   | 23            |
| Canadian Radio & Records Country Singles | 5             |
| Canadian Hot 100                         | 43            |
| Australian ARIA Singles                  | 41            |
| UK Singles                               | 60            |

### Ostali pomembnejši dosežki
| Predhodnik: "Stay" od Sugarlanda            | Grammy za najboljšo country pesem 2010                 | Naslednik: - |
| Predhodnik: "Last Name" od Carrie Underwood | Grammy za najboljši ženski country vokalni nastop 2010 | Naslednik: - |